# レオニード・ポタポフ
レオニード・ワシリエヴィチ・ポタポフ（ロシア語: Леони́д Васи́льевич Пота́пов、Leonid Vasilyevich Potapov、1935年7月4日 - 2020年11月12日）は、ロシアの政治家。1994年から2007年までロシア連邦ブリヤート共和国初代大統領。

## 生涯
ブリヤート自治共和国出身。1959年ハバロフスク運輸大学を卒業する。大学卒業後、ウランウデのヴァゴノレモントノム機関車工場に勤務し主任、製造監督を経て、主任技師となる。この間、1965年イルクーツク国民経済大学を卒業する。1976年ブリヤート産業部長。1978年ソ連共産党ブリヤート州委第一書記。1987年トルクメン共和国マリ州ソビエト議長。1990年1月からトルクメン共和国最高会議副議長。1990年4月にブリヤート州党第一書記、ソ連共産党中央委員に選出される。1990年から1993年までロシア連邦人民代議員。1993年12月ロシア連邦議会上院連邦会議代議員。
1994年ブリヤート共和国初代大統領選挙に当選。1996年1月上院連邦会議代議員に再選され、農業委員会副議長。1998年6月21日ブリヤート大統領選挙で63.3パーセントを獲得して再選された。2002年6月23日大統領選挙では67パーセントを獲得して三選され、2007年まで務めた。
2003年、長らく所属していたロシア連邦共産党のゲンナジー・ジュガーノフら党指導部と対立して党員資格を停止（2009年に復党）された。
2020年11月12日、新型コロナウイルス感染症（COVID-19）により死去した。85歳没。